# Orotate
 (mars 2024).
Si vous disposez d'ouvrages ou d'articles de référence ou si vous connaissez des sites web de qualité traitant du thème abordé ici, merci de compléter l'article en donnant les références utiles à sa vérifiabilité et en les liant à la section « Notes et références ».
Les orotates sont des sels minéraux de l’acide orotique, une substance naturelle que l’on trouve dans notre organisme et dans différents aliments incluant les produits laitiers.
Les orotates ont la faculté de déposer les minéraux à l'intérieur de la cellule au niveau du noyau cellulaire et des mitochondries, assurant ainsi une minéralisation optimale.

## Orotates en pharmacie
- Orotate de chrome
- Orotate de fer
- Orotate de lithium (interdit en Belgique)
- Orotate de manganèse
- Orotate de deanol
- Orotate de calcium
- Orotate de magnésium
- Orotate de zinc